# Acestrorhynchus minimus
Acestrorhynchus minimus is een straalvinnige vissensoort uit de familie van de spilzalmen (Acestrorhynchidae). De wetenschappelijke naam van de soort is voor het eerst geldig gepubliceerd in 1969 door Menezes.